# 7 ワールドトレードセンター
7 ワールドトレードセンター（英語: Seven World Trade Center, 7 WTC）は、ニューヨークのワールドトレードセンターを構成する超高層ビルのひとつである。旧ビルは2001年9月11日のアメリカ同時多発テロ事件で倒壊し、その後、2006年に現在のビルが完成した。新旧の両ビル共に、ニューヨーク・ニュージャージー港湾公社から土地の賃借権を得たラリー・シルバースタインが開発をした。

## 旧ビル

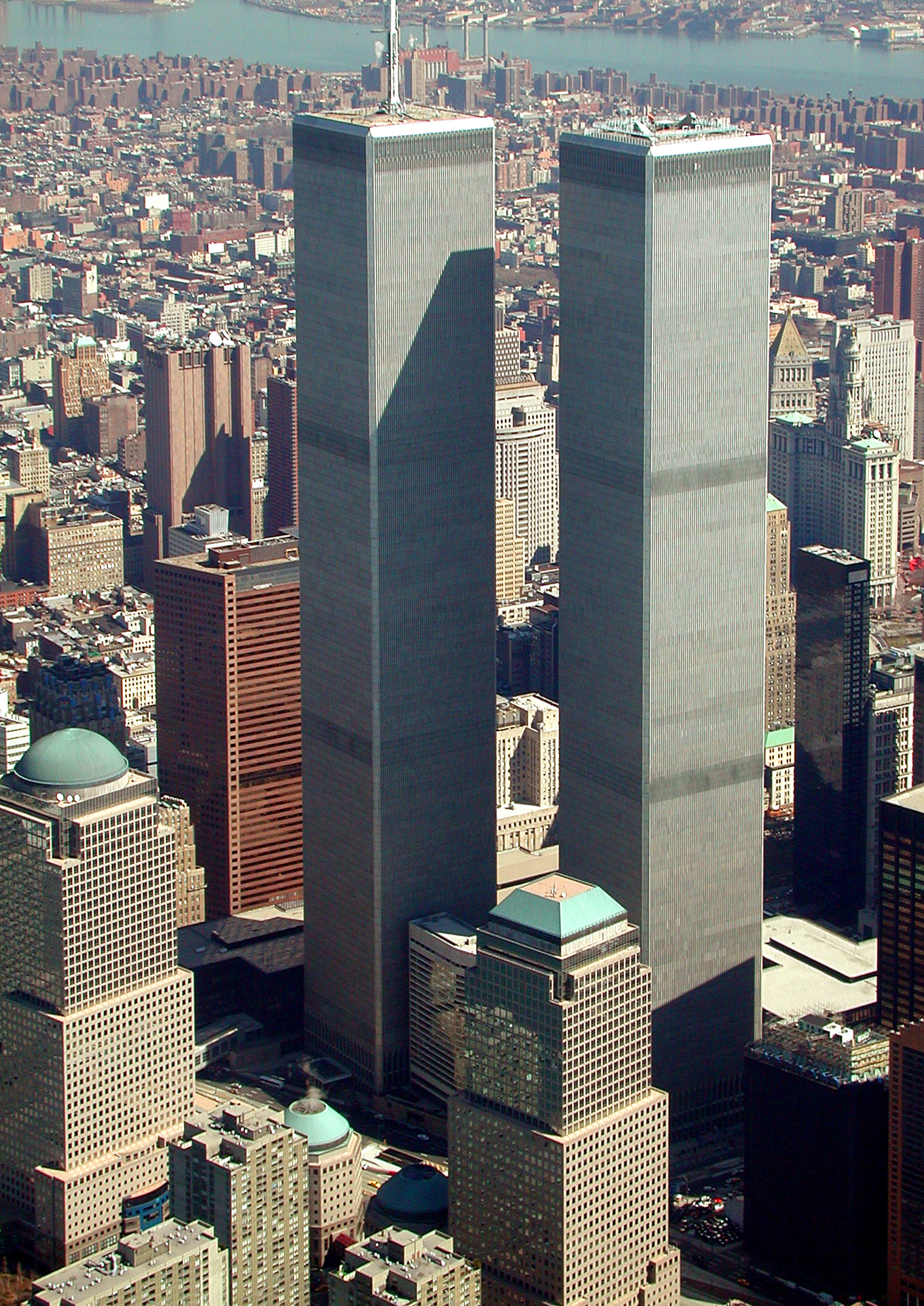
ツインタワーの左後ろにある赤茶色のビルが7 ワールドトレードセンターの旧ビル

旧7 ワールドトレードセンターは47階建てで、設計者はEmery Roth & Sonsであり、赤い花崗岩のファサードをしていた。高さは610フィート (190 m)で、幅330 ft (100 m)奥行き140 ft (43 m)の台形の土地を占有していた。Tishman Realty & Construction がビルの建設を指揮した。起工式は1984年10月2日に行われた。1987年5月にオープンし、ワールドトレードセンターで7番目の建造物となった。
7 ワールドトレードセンターは1967年に建てられたCon Edison社の2階建の変電所の上に建設された。ビルの屋上には西側に小さな塔屋が、東側に大きいメカニカルペントハウスがあった。最大の入居者はソロモン・ブラザーズ。ワールドトレードセンター・プラザとはペデストリアンデッキで結ばれていた。

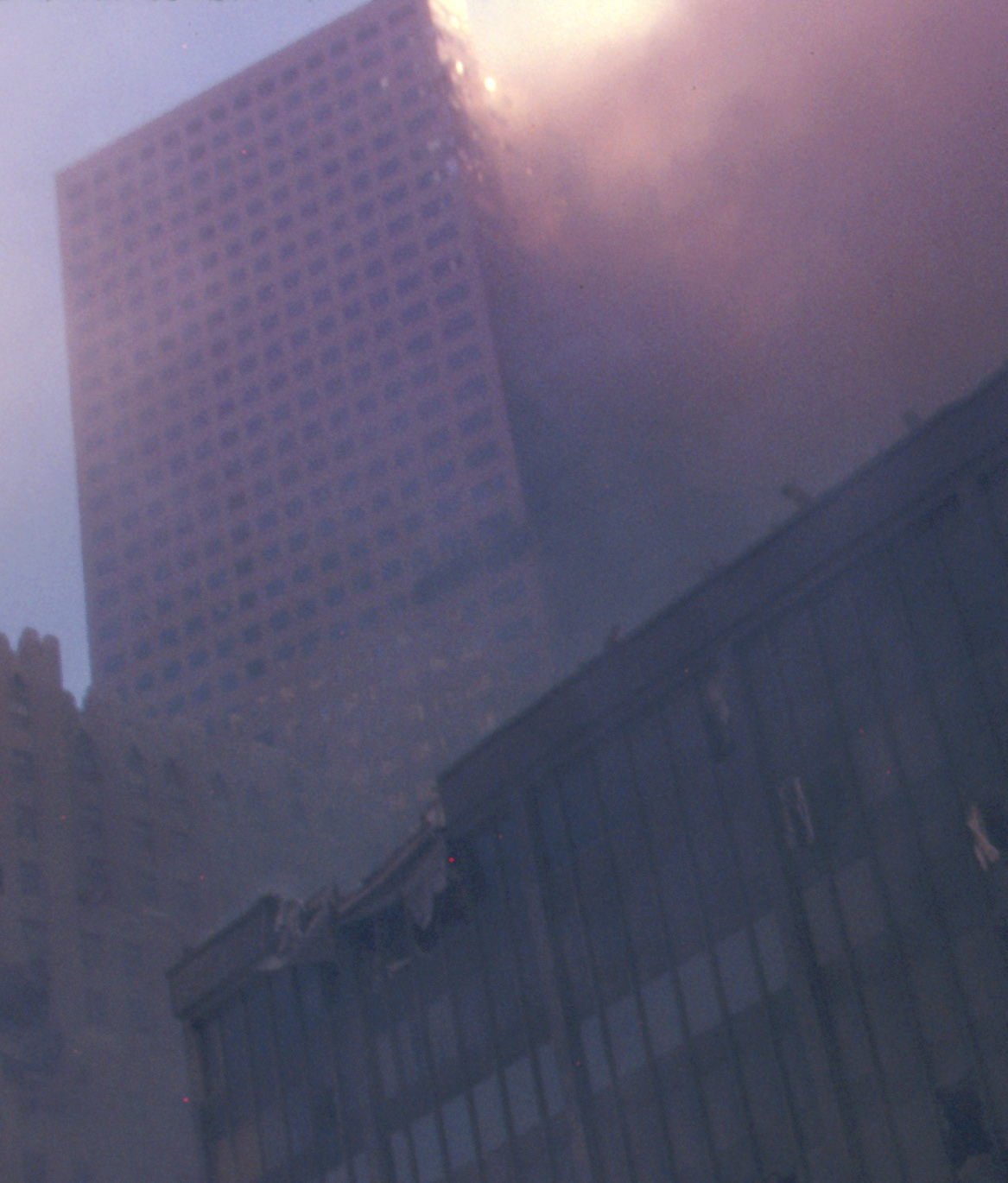
9•11テロによるツインタワー崩壊の後に炎上した第7ビル

2001年9月11日、7 ワールドトレードセンターはアメリカ同時多発テロ事件による付近の1 ワールドトレードセンターの崩壊による残骸で相当なダメージを受けた。残骸はビルの下部の複数階に引火し、午後を通して制御ができなくなるまでに燃え続けた。ビル内部の消火施設は火を抑えるには水圧が低かった。内部の重要な柱が曲がって周囲の柱のカスケード障害を引き起こした時に倒壊が始まった。連邦緊急事態管理庁（FEMA）によると、午後5時20分33秒（東部夏時間）、屋上のペントハウスが崩れ出した時にビルが崩壊し始めた:23。ビルがいつ完全に崩壊したかについては、緊急事態管理庁は午後5時21分10秒:23、国立標準技術研究所（NIST）は午後5時20分52秒と:19, 21, 50–51、様々な時刻が与えられている。このビルの崩壊による死者は出なかった。
2008年11月、国立標準技術研究所は7ワールドトレードセンターの崩壊の原因についての最終報告書を発表した。
旧7ワールドトレードセンターは火災が主原因となって崩壊したことが判っている初めての鋼鉄製超高層ビルとなった。直接航空機が衝突したわけではない本ビルが崩壊したことについて疑問を呈する声もあるが、火災の熱で鉄骨の強度が落ちていたのに加えて、ツインタワーの崩壊による破片の直撃や大地震を上回る猛烈な縦揺れの影響で崩壊したとされている。
なお、ビルの地下には24,000ガロンのディーゼル燃料がビル内にあった非常用発電機へ供給するために貯蔵されていたが、現在ではこの燃料がビルの崩壊に寄与したとは考えられていない:2。

## 新ビル
新しい7 ワールドトレードセンターの建設は2002年に始まり、7億ドルを費やし2006年に完成した。新WTCでは最も早く完成した建物である。設計は1 ワールドトレードセンターと同じスキッドモア・オーウィングズ・アンド・メリル（SOM）のデイヴィッド・チャイルズ。高さ226m、52階建てである。
シルバースタインは旧ビルの保険金として8.61億ドルを受け取ったが、4億ドル以上を抵当に入れることとなった。再建費用の内、4.75億ドルはロウアー・マンハッタンの再建を刺激するために非課税の資金源を提供するLiberty Bondsと、他の費用に充てられなかった保険金から支払われた。
新しいビルは鉄筋コンクリートのコアに、広い階段や太い耐火性の柱など安全面に配慮した構造となっている。新しいビルにはムーディーズやABNアムロ銀行が入居した。